# 영양실조
영양실조(營養失調, malnutrition)는 일반적으로 영양이 부족하여 생기는 이상 상태를 말한다. 영양실조는 몸과 정신을 모두 쇠약하게 하여 장애인이 될 위험이 심각해진다. 사회학자 장 지글러는 영양실조를 다국적 기업의 제3국가 노동자들에 대한 착취와 고용불안,노동운동 탄압에 의한 노동자들의 권리투쟁 불가능, 제3국가들을 외채로 지배하는 소위 기독교 선진국들의 횡포같은 사회적 죄의 결과라고 주장하였다.실제로 서구 기독교 국가들의 다국적 기업들은 에티오피아에서 생산된 커피를 헐값으로 구매하여 에티오피아 농업경제를 파탄시켰으며, 몽골과 브라질은 외채로 인해 복지예산을 책정하지 못하고 있다.

## 심각도 분류
WHO는 급성영양실조를 ‘경증 급성영양실조’(MAM: Moderate Acute Malnutrition, MUAC<125mm, ≥115mm), ‘중증 급성영양실조’(SAM: Severe Acute Malnutrition, MUAC<115mm), 그리고 둘을 모두 포함한 ‘총 급성영양실조’(GAM: Global Acute Malnutrition)로 구분한다.
중증 급성영양실조(SAM: Severe Acute Malnutrition)를 겪는 5세 미만 아동의 사망률은 보통의 신장과 몸무게를 가진 일반 아이들보다 12배가 높다. 중증 급성영양실조는 전 세계 5세 미만 아동 사망원인의 7.8%, 경증 급성영양실조는 4%를 각각 차지한다. 세계적으로 급성영양실조를 겪고 있는 5세 미만 아동의 규모는 최소 5200만명이며, 그 중에서 1900만명이 중증 급성영양실조를 겪고 있다. (2013년 기준)
오늘날 대규모 기근은 사라졌지만, 전쟁과 자연재해와 같은 비상사태가 발생하면 급성영양실조가 발생한다. 급성영양실조는 5세 미만 아동에게 특히 치명적이다. 20년전, 국제인도주의단체가 에티오피아의 대규모 기아를 치료하기 위해 급성영양실조 지역관리법(CMAM: Community-based Management of Acute Malnutrition)을 실험적으로 도입했고, 유엔의 지지하에 오늘날까지 급성영양실조를 예방하고 치료하는 인도주의 핵심 활동으로 자리매김하고 있다.

## 질병 분류
유엔은 급성영양실조를 국제질병분류(ICD-11) 상 ‘내분비, 영양 및 대사 질환’(5B52 Acute malnutrition in infants, children or adolescents)으로 분류 및 규정하고 있다. 국제질병분류는 인류의 건강과 질병을 추적하기 위해 1893년 국제통계기구가 채택한 분류 기준으로 권고의 성격을 가진다. 제6차 개정판부터는 WHO(1948년 설립)이 작성하고 발표하고 있다.
한국은 영양실조를 한국표준질병사인분류(KCD-7) 상 ‘내분비, 영양 및 대사 질환’(E64: 영양실조 및 기타 영양 결핍증의 후유증)으로 분류하며 의료보험을 적용한다. 단, 콰시오르코르 등 중증(severe) 영양실조 규정은 있으나 급성영양실조에 대한 별도 규정은 없다. 한국의 질병분류는 일제강점기(1938년)에 도입되었고, 한국전쟁 이후인 1952년에 한국사인상해및질병분류가 공식 제정되었으나 실제로 통계화되지는 않았다. 현재의 한국표준질병사인분류는 1972년에 경제기획원의 고시에 따라 제8차 국제사인분류(ICD-8)에 기초해 제정되고 이후 오늘날까지 통계화되고 있다.

## 같이 보기
- 소아 비만
- 식사장애
- 포미 제루
- 노숙인
- 글로벌 이슈
- 옥스팜
- 기아 반응
- 유엔 밀레니엄 선언
- 비타민 결핍증